# FIFA-Frauen-Einladungsturnier 1988
Das FIFA-Frauen-Einladungsturnier 1988 (engl. „1988 FIFA Women's Invitation Tournament“ oder „International Women's Football Tournament“) war ein von der FIFA organisiertes Einladungsturnier für Frauenfußball, das vom 1. bis 12. Juni 1988 in der Volksrepublik China stattfand. Das Turnier war ein Test für die Durchführbarkeit einer Frauen-Fußballweltmeisterschaft. Die Anregung dazu gab 1986 die Norwegerin Ellen Wille auf dem 45. FIFA-Kongress in Mexiko-Stadt. Zuvor hatte es schon mehrere nicht von der FIFA organisierte internationale Turniere gegeben, wie die „Coppa del Mondo“ 1970 in Italien, die „Mundial“ in Mexiko 1971, die „Mundialitos“ (1982–87) und das „Women's World Invitational Tournament“ (1978 bis 1987), an denen aber teilweise auch Vereins- und B-Mannschaften teilgenommen hatten. Zudem hatte es schon in Asien, Europa und Ozeanien kontinentale Fußball-Meisterschaften für Frauen gegeben. Das Turnier wurde als Erfolg angesehen und 1991 fand dann ebenfalls in China die erste offizielle Weltmeisterschaft der Frauen statt.
Im Finale standen sich die beiden Finalisten der EM 1987 gegenüber und die Norwegerinnen konnten wie bei der EM die Schwedinnen besiegen. Den dritten Platz sicherte sich Brasilien im Elfmeterschießen.

## Teilnehmer
Zum Turnier wurden zwölf Mannschaften eingeladen, vier der UEFA, drei der AFC, zwei der CONCACAF und je eine der CAF, CONMEBOL und der OFC. Nicht eingeladen wurden bzw. nicht teilgenommen haben England (Vize-Europameister 1984, Mundialito-Sieger 1985), Italien (EM-Dritter 1986, Mundialito-Sieger 1984 und 1986), Taiwan (Ozeanienmeister von 1986 und Sieger des Women's World Invitation Tournament 1987) und Neuseeland (Ozeanienmeister von 1983). Die deutsche Fußballnationalmannschaft der Frauen hatte sich zu der Zeit noch keine internationalen Meriten erworben, auch wenn die SSG 09 Bergisch Gladbach zweimal das „Women's World Invitational Tournament“ gewonnen hatte, gewann aber ein Jahr später erstmals den EM-Titel gegen Norwegen, den Sieger dieses Turniers.
Folgende Mannschaften hatten die Einladung zum Turnier angenommen:
| Kontinent                        | Nation           | 1. off. Länderspiel | Erfolge vor dem Turnier                     |
| -------------------------------- | ---------------- | ------------------- | ------------------------------------------- |
| Europa                           | Niederlande      | 17. April 1971      |                                             |
| Europa                           | Norwegen         | 7. Juli 1978        | Europameister 1987                          |
| Europa                           | Schweden         | 26. Juli 1974       | Europameister 1984, Vize-Europameister 1987 |
| Europa                           | Tschechoslowakei | 28. Juli 1986       |                                             |
| Südamerika                       | Brasilien        | 22. Juli 1986       |                                             |
| Nord-, Mittelamerika und Karibik | Kanada           | 7. Juli 1986        |                                             |
| Nord-, Mittelamerika und Karibik | USA              | 18. August 1985     |                                             |
| Afrika                           | Elfenbeinküste   | beim Turnier        |                                             |
| Asien                            | China (GG)       | 20. Juli 1986       | Asienmeister 1986                           |
| Asien                            | Japan            | 6. September 1981   | Vize-Asienmeister 1986                      |
| Asien                            | Thailand         | 16. Oktober 1981    | Asienmeister 1983                           |
| Ozeanien                         | Australien       | 6. Oktober 1979     | Vize-Ozeanienmeister 1983, 1986             |

## Spielorte
Die Spiele wurden in vier Städten der chinesischen Provinz Guangdong ausgetragen, die auch zu den Austragungsorten der WM 1991 gehörten.
| Foshan |

| Guangzhou |

| Jiangmen |

| Foshan |

| Guangzhou |

| Jiangmen |

## Modus
In der Vorrunde spielten die 12 Mannschaften zunächst in drei Gruppen im Jede-gegen-Jede-Modus. Die drei Gruppensieger und -zweiten sowie die beiden besten Gruppendritten erreichten die K.-o.-Runde. Die Spielzeit betrug jeweils zweimal 40 Minuten. Nach regulärer Spielzeit nicht entschiedene Spiele wurden im Elfmeterschießen entschieden.

## Vorrunde

### Gruppe A
| Pl. | Verein         | Sp. | S | U | N | Tore    | Diff. | Punkte |
| --- | -------------- | --- | - | - | - | ------- | ----- | ------ |
| 1.  | China          | 3   | 3 | 0 | 0 | 011:100 | +10   | 06:0   |
| 2.  | Kanada         | 3   | 1 | 1 | 1 | 007:300 | +4    | 03:30  |
| 3.  | Niederlande    | 3   | 1 | 1 | 1 | 004:200 | +2    | 03:30  |
| 4.  | Elfenbeinküste | 3   | 0 | 0 | 3 | 001:170 | −16   | 0:60   |

|                           |   |                |     |
| 1. Juni 1988 in Guangzhou |   |                |     |
| China                     | – | Kanada         | 2:0 |
| 1. Juni 1988 in Foshan    |   |                |     |
| Niederlande               | – | Elfenbeinküste | 3:0 |
| 3. Juni 1988 in Guangzhou |   |                |     |
| China                     | – | Niederlande    | 1:0 |
| 3. Juni 1988 in Foshan    |   |                |     |
| Kanada                    | – | Elfenbeinküste | 6:0 |
| 5. Juni 1988 in Guangzhou |   |                |     |
| China                     | – | Elfenbeinküste | 8:1 |
| 5. Juni 1988 in Foshan    |   |                |     |
| Kanada                    | – | Niederlande    | 1:1 |

### Gruppe B
Alle Spiele in Jiangmen.
| Pl. | Verein     | Sp. | S | U | N | Tore    | Diff. | Punkte |
| --- | ---------- | --- | - | - | - | ------- | ----- | ------ |
| 1.  | Brasilien  | 3   | 2 | 0 | 1 | 011:200 | +9    | 04:20  |
| 2.  | Norwegen   | 3   | 2 | 0 | 1 | 008:200 | +6    | 04:20  |
| 3.  | Australien | 3   | 2 | 0 | 1 | 004:300 | +1    | 04:20  |
| 4.  | Thailand   | 3   | 0 | 0 | 3 | 000:160 | −16   | 0:60   |

|              |   |            |     |
| 1. Juni 1988 |   |            |     |
| Norwegen     | – | Thailand   | 4:0 |
| Australien   | – | Brasilien  | 1:0 |
| 3. Juni 1988 |   |            |     |
| Brasilien    | – | Norwegen   | 2:1 |
| Australien   | – | Thailand   | 3:0 |
| 6. Juni 1988 |   |            |     |
| Norwegen     | – | Australien | 3:0 |
| Brasilien    | – | Thailand   | 9:0 |

### Gruppe C
Alle Spiele in Panyu.
| Pl. | Verein           | Sp. | S | U | N | Tore    | Diff. | Punkte |
| --- | ---------------- | --- | - | - | - | ------- | ----- | ------ |
| 1.  | Schweden         | 3   | 2 | 1 | 0 | 005:100 | +4    | 05:10  |
| 2.  | USA              | 3   | 2 | 0 | 1 | 006:300 | +3    | 04:20  |
| 3.  | Tschechoslowakei | 3   | 1 | 1 | 1 | 002:200 | ±0    | 03:30  |
| 4.  | Japan            | 3   | 0 | 0 | 3 | 003:100 | −7    | 0:60   |

|                  |   |                  |     |
| 1. Juni 1988     |   |                  |     |
| USA              | – | Japan            | 5:2 |
| Schweden         | – | Tschechoslowakei | 1:0 |
| 3. Juni 1988     |   |                  |     |
| Schweden         | – | USA              | 1:1 |
| Tschechoslowakei | – | Japan            | 2:1 |
| 6. Juni 1988     |   |                  |     |
| Tschechoslowakei | – | USA              | 0:0 |
| Schweden         | – | Japan            | 3:0 |

### Gruppendritte
| Pl. | Verein           | Sp. | S | U | N | Tore    | Diff. | Punkte |
| --- | ---------------- | --- | - | - | - | ------- | ----- | ------ |
| 1.  | Australien       | 3   | 2 | 0 | 1 | 004:300 | +1    | 04:20  |
| 2.  | Niederlande      | 3   | 1 | 1 | 1 | 004:200 | +2    | 03:30  |
| 3.  | Tschechoslowakei | 3   | 1 | 1 | 1 | 002:200 | ±0    | 03:30  |

## Finalrunde
|  | Viertelfinale            | Viertelfinale            |                           |                           | Halbfinale                | Halbfinale |  |  | Finale                    | Finale                    |
|  |                          |                          |                           |                           |                           |            |  |  |                           |                           |
|  | 8. Juni 1988 – Guangzhou |                          |                           |                           |                           |            |  |  |                           |                           |
|  | Schweden                 | 1                        |                           |                           |                           |            |  |  |                           |                           |
|  | Schweden                 | 1                        | 10. Juni 1988 – Guangzhou |                           |                           |            |  |  |                           |                           |
|  | Kanada                   | 0                        |                           |                           |                           |            |  |  |                           |                           |
|  | Kanada                   | 0                        | Schweden                  | 2                         |                           |            |  |  |                           |                           |
|  |                          |                          | Schweden                  | 2                         |                           |            |  |  |                           |                           |
|  |                          | China                    | 1                         |                           |                           |            |  |  |                           |                           |
|  | China                    | China                    | 1                         | 7                         |                           |            |  |  |                           |                           |
|  | China                    |                          |                           | 7                         |                           |            |  |  |                           |                           |
|  | Australien               | 0                        |                           | 12. Juni 1988 – Guangzhou | 12. Juni 1988 – Guangzhou |            |  |  |                           |                           |
|  | 8. Juni 1988 – Guangzhou | 8. Juni 1988 – Guangzhou | Schweden                  | 0                         |                           |            |  |  |                           |                           |
|  | 8. Juni 1988 – Foshan    | 8. Juni 1988 – Foshan    |                           | Norwegen                  | 1                         |            |  |  |                           |                           |
|  | Brasilien                | 2                        |                           |                           |                           |            |  |  |                           |                           |
|  | Niederlande              | 1                        |                           |                           |                           |            |  |  |                           |                           |
|  | Niederlande              | 1                        | Brasilien                 | 1                         |                           |            |  |  |                           |                           |
|  |                          |                          | Brasilien                 | 1                         | Spiel um Platz 3          |            |  |  |                           |                           |
|  |                          | Norwegen                 | 2                         |                           |                           |            |  |  |                           |                           |
|  | USA                      | Norwegen                 | 2                         | 0                         | Brasilien                 | 0 (4)1     |  |  |                           |                           |
|  | USA                      | 10. Juni 1988 – Panyu    |                           | 0                         | Brasilien                 | 0 (4)1     |  |  |                           |                           |
|  | Norwegen                 | 1                        |                           | China                     | 0 (3)                     |            |  |  |                           |                           |
|  | Norwegen                 | 1                        |                           |                           | 0 (3)                     |            |  |  |                           |                           |
|  | 8. Juni 1988 – Panyu     | 8. Juni 1988 – Panyu     |                           |                           |                           |            |  |  | 12. Juni 1988 – Guangzhou | 12. Juni 1988 – Guangzhou |

1 Sieg im Elfmeterschießen

### Viertelfinale
|                           |   |             |     |
| 8. Juni 1988 in Guangzhou |   |             |     |
| Schweden                  | – | Kanada      | 1:0 |
| China                     | – | Australien  | 7:0 |
| 8. Juni 1988 in Foshan    |   |             |     |
| Brasilien                 | – | Niederlande | 2:1 |
| 8. Juni 1988 in Panyu     |   |             |     |
| USA                       | – | Norwegen    | 0:1 |

### Halbfinale
|                            |   |          |     |
| 10. Juni 1988 in Guangzhou |   |          |     |
| Schweden                   | – | China    | 2:1 |
| 10. Juni 1988 in Panyu     |   |          |     |
| Brasilien                  | – | Norwegen | 1:2 |

### Spiel um Platz 3
|                            |   |       |                |
| 12. Juni 1988 in Guangzhou |   |       |                |
| Brasilien                  | – | China | 0:0, 4:3 i. E. |

### Finale
| Schweden                                          | Schweden | Norwegen | Norwegen |
| ------------------------------------------------- | --- | --- | -------- |
| Schweden                                          | \| 12. Juni 1988 in Guangzhou (Tianhe-Stadion) \| \| Ergebnis: 0:1 (0:0) \| \| Zuschauer: 30.000[7] /35.000[8] \| \| Schiedsrichter: Romualdo Arppi Filho ( Brasilien) \| \| Spielbericht \|                                                                     | \| 12. Juni 1988 in Guangzhou (Tianhe-Stadion) \| \| Ergebnis: 0:1 (0:0) \| \| Zuschauer: 30.000[7] /35.000[8] \| \| Schiedsrichter: Romualdo Arppi Filho ( Brasilien) \| \| Spielbericht \|                                                                              | Norwegen |
| Schweden                                          | Elisabeth Leidinge – Marie Karlsson, Pia Syrén, Eva Zeikfalvy (70. Tina Nilsson) – Pärnilla Larsson, Anneli Gustafsson, Pia Sundhage, Ingrid Johansson , Helene Johansson (41. Camilla Andersson) – Gunilla Axén, Anneli Andelén Cheftrainerin: Gunilla Paijkull | Hege Ludvigsen – Cathrine Zaborowski, Liv Strædet, Bjørg Storhaug, Gunn Nyborg, Toril Hoch-Nielsen (Turid Storhaug) – Tone Haugen, Heidi Støre – Birthe Hegstad, Ellen-Cathrine Scheel, Linda Medalen (Sissel Grude) Cheftrainer: Dag Steinar Vestlund und Erling Hokstad | Norwegen |
| Schweden                                          | 0:1 Linda Medalen (58.) | | Norwegen |
| 12. Juni 1988 in Guangzhou (Tianhe-Stadion)       | | |          |
| Ergebnis: 0:1 (0:0)                               | | |          |
| Zuschauer: 30.000 /35.000                         | | |          |
| Schiedsrichter: Romualdo Arppi Filho ( Brasilien) | | |          |
| Spielbericht                                      | | |          |

## All-Star Team
Die besten Spielerinnen wurden von der chinesischen Presse benannt.
- Elisabeth Leidinge
- Liv Strædet
- Marie Karlsson
- Heidi Støre
- Eva Zeikfalvy
- Roseli
- Linda Medalen
- Carin Jennings
- Sun Qingmei
- Cebola
- Ellen-Cathrine Scheel

## Besonderheiten
- Die Volksrepublik China richtete zwei Jahre später die Fußball-Weltmeisterschaft der Frauen 1991 aus, für die sich von den Teilnehmern dieses Turniers nur Brasilien, Japan, Norwegen, Schweden und die USA qualifizieren konnten.
- Australien und Kanada konnten sich erstmals für die WM 1995 qualifizieren.
- Die Elfenbeinküste, die Niederlande und Thailand konnten sich danach erstmals für die WM 2015 qualifizieren.
- Die Tschechoslowakei konnte sich für keine WM der Frauen qualifizieren und auch den Nachfolgemannschaften Slowakei und Tschechien ist dies bisher noch nicht gelungen.
- Die Elfenbeinküste, die bei diesem Turnier ihre ersten Länderspiele austrug, führte erst vier Jahre später wieder Länderspiele durch und danach folgte eine zehnjährige Pause.
- Das 1:8 der Ivorerinnen im dritten Gruppenspiel gegen China war bis zum 7. Juni 2015 ihre höchste Niederlage. Dann verloren sie ihr erstes offizielles WM-Spiel mit 0:10 gegen Deutschland.
- Das 2:1 der Brasilianerinnen gegen Norwegen im zweiten Gruppenspiel war ihr erster Sieg überhaupt.
- England und Italien, die nicht teilgenommen hatten, bestritten einen Monat später das Finale der letzten „Mundialito“, an der von den Teilnehmern dieses Turniers nur die USA teilnahmen und den dritten Platz belegten.[5]
- Die Norwegerinnen Catherine Bråthen, Tone Haugen, Birthe Hegstad, Linda Medalen, Gunn Nyborg, Liv Strædet und Heidi Støre standen drei Jahre später auch im Finale der ersten offiziellen WM der Frauen, das sie gegen die USA verloren.
- Der brasilianische Final-Schiedsrichter Romualdo Arppi Filho hatte zwei Jahre zuvor auch das Finale der Männer bei der WM 1986 geleitet.
- Beim 5:2 gegen Japan gelangen Carin Jennings als erster US-Spielerin drei Tore in einem Spiel.
- Das Spiel der USA gegen die Tschechoslowakei bei diesem Turnier blieb das einzige der beiden Mannschaften gegeneinander.